# Jezioro Żędowskie
Jezioro Żędowskie – jezioro w Polsce, położone w województwie kujawsko-pomorskim, w powiecie nakielskim, w gminie Szubin, na terenie Pojezierza Żnińsko-Mogileńskiego.

## Dane morfometryczne
Powierzchnia zwierciadła wody wynosi 64,8 ha.
Zwierciadło wody położone jest na wysokości 77,1 m n.p.m. Głębokość maksymalna jeziora wynosi 29,5 m.
Na podstawie badań przeprowadzonych w 1982 roku wody jeziora zaliczono do II klasy czystości.

## Hydronimia
Według urzędowego spisu opracowanego przez Komisję Nazw Miejscowości i Obiektów Fizjograficznych (KNMiOF) nazwa tego jeziora to Jezioro Żędowskie.